# Italia (dirigeable)
Pour les articles homonymes, voir Italia.
L’Italia est un ballon dirigeable semi-rigide utilisé par Umberto Nobile dans sa seconde série de vols au-dessus du pôle Nord en 1928.

## Caractéristiques techniques
L’Italia est un dirigeable Nobile de classe N, presque identique au Norge, mais avec une capacité en gaz plus petite. Le Norge était désigné sous le code N1 et l’Italia N4. On ne sait pas grand-chose du navire N2, mais le N3 a été vendu au Japon, où il est devenu le « dirigeable naval n° 6 ». Selon des sources italiennes, Nobile souhaitait construire un dirigeable N5 (plus grand et avec une charge utile plus importante) pour son expédition arctique, mais le gouvernement italien lui refusant le financement, il construisit le N4 avec l'aide de bienfaiteurs privés et de la ville de Milan.

## Expéditions polaires

### Les premiers vols
Nobile planifia cinq vols pour l'expédition, chacun effectuant une boucle à partir de Ny-Ålesund et explorant différentes parties de l'Arctique.
Le premier vol prend le départ de Ny-Ålesund le 11 mai 1928 mais revient après seulement huit heures de vol à cause des problèmes avec la glace et le système de contrôle.
Le second vol part le 15 mai et recueille des données météorologiques importantes, magnétiques et géographiques sur un trajet de 4 000 km aller-retour au-dessus de la terre du Nord en Russie.

### Le dernier vol

#### Les circonstances
Le troisième vol débute le 23 mai 1928 et atteint le pôle Nord le jour suivant avec de forts vents à l'arrière. Nobile avait préparé un levier, un canot pneumatique et des équipements de survie avec l'intention de laisser quelques scientifiques sur la glace, mais la météo devient violente. Il fait jeter par-dessus bord les drapeaux italien et milanais ainsi qu'une croix en bois qui lui avait été présentée par le pape. À 2 h 20 le 24 mai l'Italia commence à retourner vers sa base de Ny-Ålesund. Le temps est très mauvais et l'aéronef peine à avancer jusqu'à une zone de vents plus cléments annoncée par le météorologue de l'expédition, Finn Malmgren.

#### L'accident
Le 25 mai, à 9 h 25, le premier incident survient quand les commandes d'altitude restent bloquées, ce qui fait descendre le dirigeable. Tous les moteurs sont arrêtés et le dirigeable remonte jusqu'à 915 m, au-dessus du niveau des nuages, pendant 30 minutes. Après le redémarrage des moteurs le dirigeable descend à environ 305 m sans incident, mais à 10 h 25 l'arrière descend à une vitesse de 0,6 m/s. L'équipage pousse les gouvernes au maximum  et jette du lest, mais la chute est inévitable. La cabine de contrôle s'écrase contre la glace et est détruite. Il y a un mort, et neuf survivants sur la glace, tandis que six autres membres de l'équipage restent coincés dans l'enveloppe qui s'éloigne sans contrôle. Parmi ces derniers, l'ingénieur en chef Ettore Arduino réagit remarquablement vite, jetant tout ce qu'il peut aux membres de l'équipage restés sur la glace pendant que dérive l'enveloppe. Ces matériels et vivres permettront aux hommes de survivre sur la glace. L'enveloppe et les membres de l'équipage qui s'y trouvent ne seront jamais retrouvés. Le lieu de l'accident se situe vers 81° 14′ 00″ N, 28° 14′ 00″ E. La glace à la dérive mène les survivants vers les îles Brochøya et Foynøya dans l'archipel Svalbard.

#### Les conditions de survie
Finn Malmgren a un bras cassé. Le troisième jour, un ours blanc qui s'approchait est tué au cinquième coup de revolver à cinq mètres de distance, par le professeur Malmgren. Par la suite, la petite chienne Titina monte la garde, repoussant un ours qui était entré dans le campement, en lui mordant la patte. Finn Malmgren parvient à installer une antenne sur un monticule de neige. Ses compagnons installent une tente, construisent un poêle avec des bidons d'essence.
Puis le professeur Malmgren décide d'aller chercher du secours vers la terre toute proche. Mariano et Zappi souhaitent l'accompagner. La viande fournie par l'ours tué permet au groupe de s'alimenter mais devient vite immangeable.
Le capitaine Lundborgh raconte que, lors de son séjour forcé auprès du groupe, tous les naufragés sont dévorés par la fièvre.

#### Les causes de l'accident
Les causes de l'accident restent controversées. Le climat arctique et la décision de retourner à la base à Ny-Ålesund alors que le temps est mauvais sont les principales causes, et c'est ce fait à lui seul qui mène le météorologue Finn Malmgren au bord du suicide. La décision de laisser le dirigeable monter au-dessus des nuages provoque un réchauffement et donc une expansion de l'hydrogène, causant l'échappement du gaz. Une fois les moteurs remis en marche, le ballon redescend dans de l'air froid ; et soit il avait perdu trop de gaz, soit des soupapes étaient bloquées, mais le navire ne pouvait plus se maintenir en l'air. Umberto Nobile sera vivement critiqué après l'accident ; le pilote Hugo Eckener, parmi d'autres, déclara que Nobile n'aurait jamais dû laisser le dirigeable monter au-dessus des nuages.

## Membres de l'expédition
membres survivants
- Umberto Nobile : commandant de l'expédition.
- František Běhounek : physicien tchécoslovaque.
- Filippo Zappi : navigateur.
- Adalberto Mariano : navigateur.
- Alfredo Viglieri : navigateur, hydrographe.
- Natale Cecioni : technicien en chef.
- Giuseppe Biagi : opérateur radio.
- Felice Trojani (it) : préposé à l'élévateur.
- Titina : le fox-terrier de Nobile.

membres disparus
- Vincenzo Pomella : mécanicien moteurs. Mort dans le crash.
- Finn Malmgren : météorologue et physicien suédois. Mort en partant chercher des secours à pied.
- Aldo Pontremoli (it) : physicien italien. Disparu avec l'enveloppe.
- Ugo Lago : journaliste italien du journal Popolo d'Italia. Disparu avec l'enveloppe.
- Calisto Ciocca : mécanicien moteurs. Disparu avec l'enveloppe.
- Attilio Caratti : mécanicien moteurs. Disparu avec l'enveloppe.
- Ettore Arduino : mécanicien en chef moteurs. Disparu avec l'enveloppe.
- Renato Alessandrini (it) : mécanicien. Disparu avec l'enveloppe.

Portraits de quelques protagonistes de cette aventure.

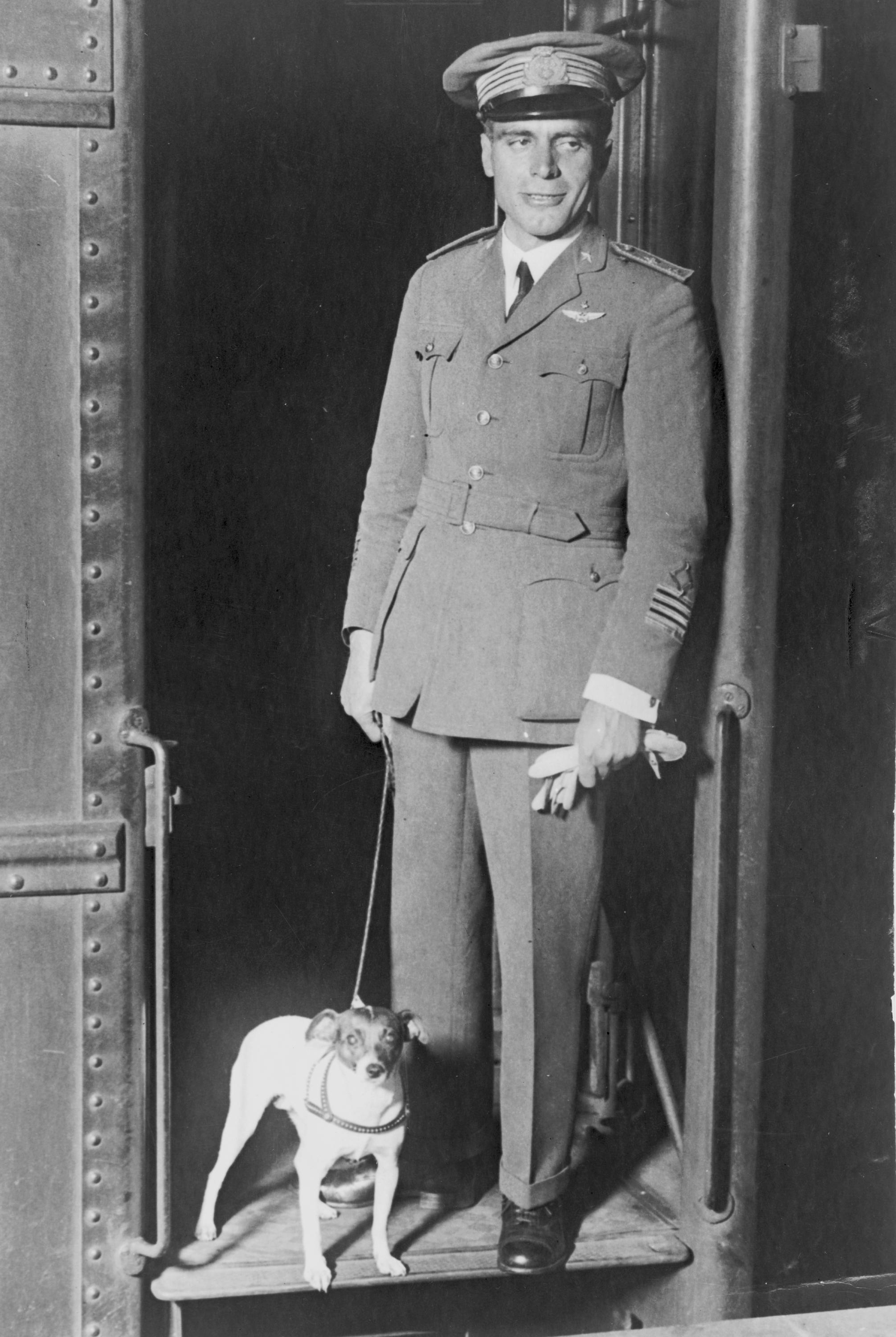
Umberto Nobile et Titina
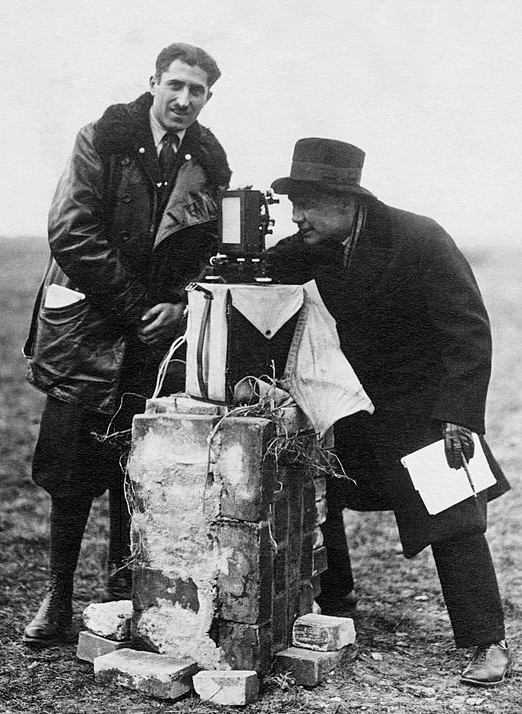
Aldo Pontremoli et Finn Malmgren en 1928
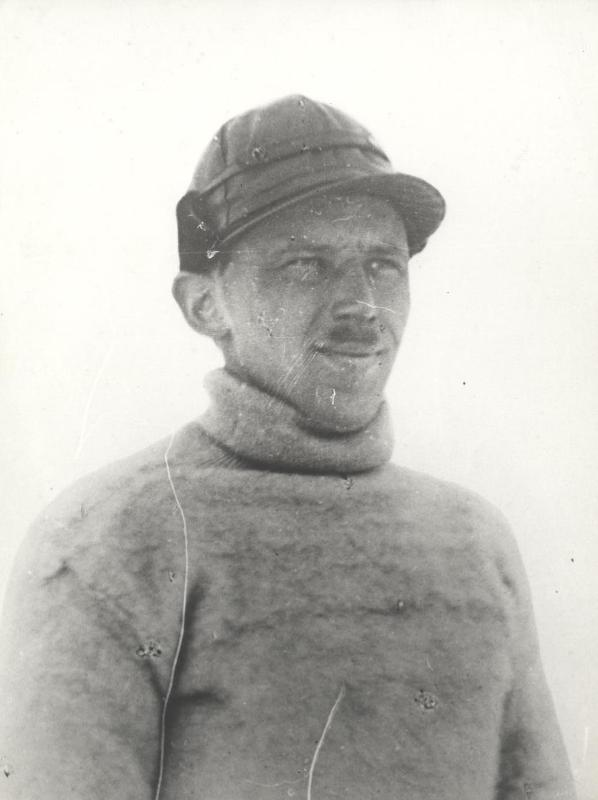
Boris Grigorievitch Tchoukhnovski
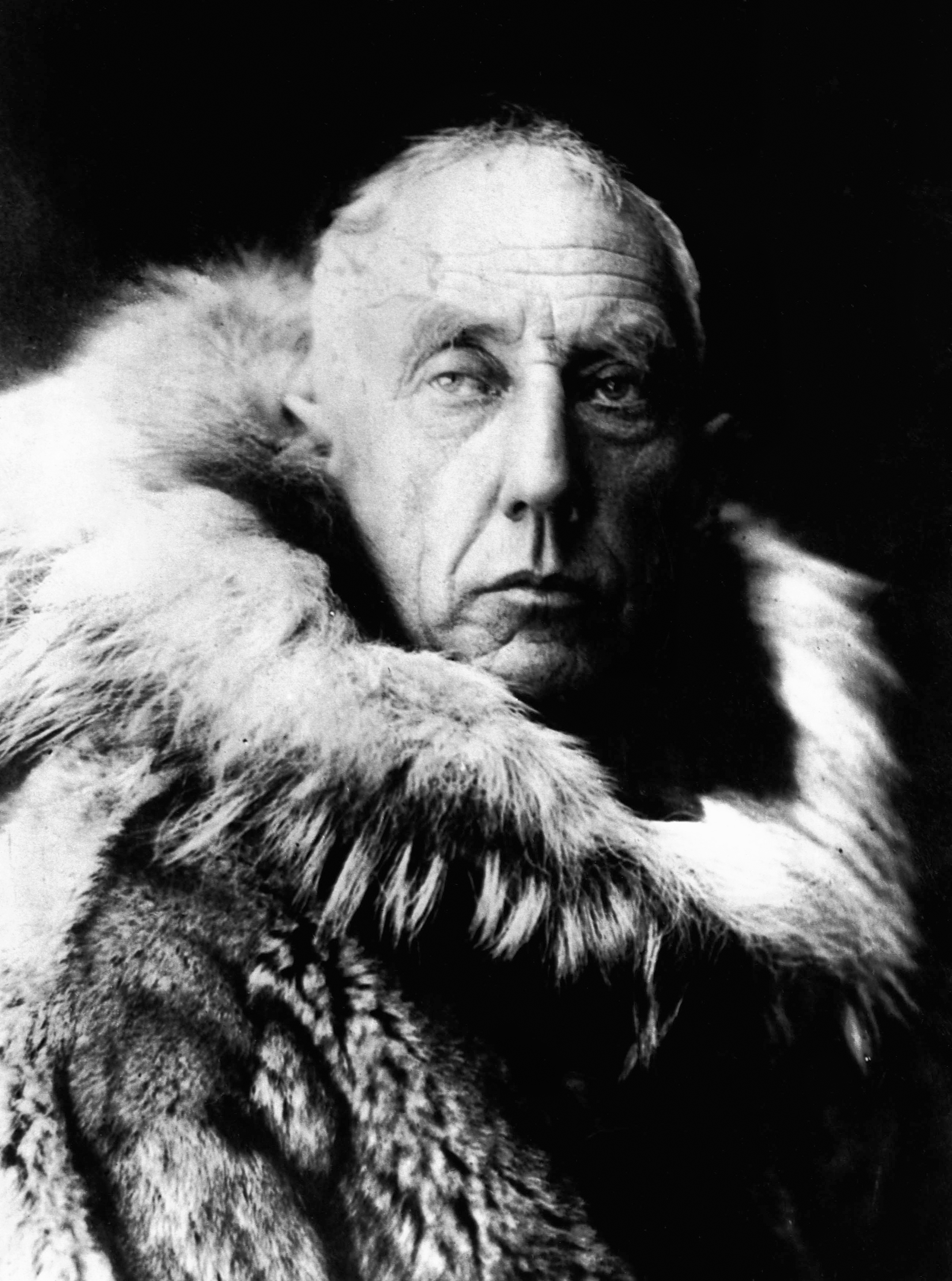
Roald Amundsen
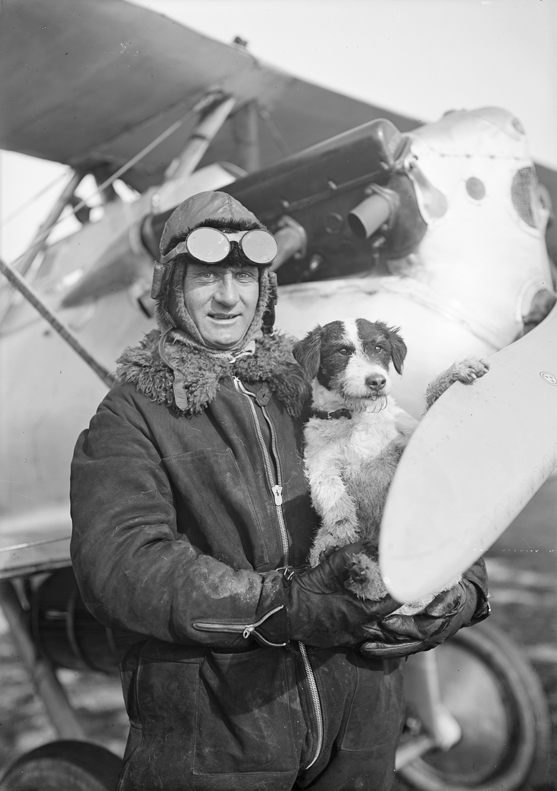
Einar Lundborg entre 1928 et 1930
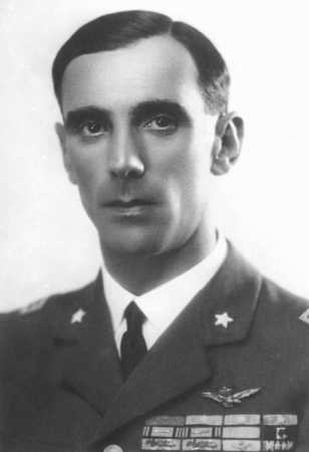
Umberto Maddalena en 1926
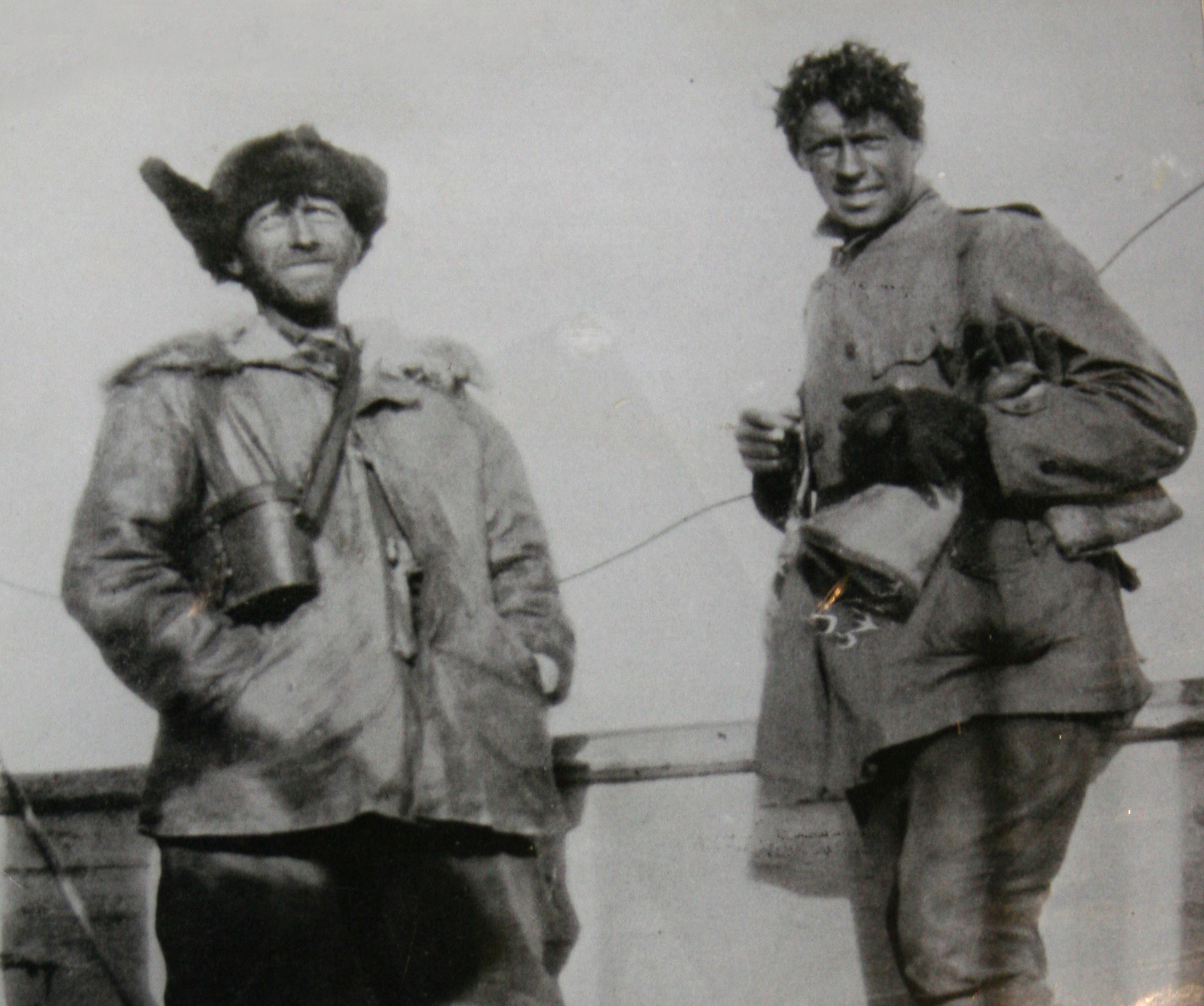
Gennaro Sora et Sjef van Dongen à droite

## Sauvetage
Une opération de sauvetage s'ensuit mais sera minée par l'incompétence, l'apathie et l'interférence politique de la part de l'Italie. Le manque de coordination explique le fait qu'il fallut attendre plus de 49 jours avant que tous les survivants de l'accident (ainsi que quelques sauveteurs isolés) ne soient sauvés. Le célèbre explorateur polaire Roald Amundsen mourra dans un accident d'avion en participant à cette opération de sauvetage.
Umberto Nobile a souvent fait figure d'accusé dans cette tragédie, d'abord en raison de sa décision de tenter de poursuivre le voyage malgré la tempête, puis en raison de son embarquement à bord de l'avion du capitaine Einar Lundborg alors même que ses équipiers (dont des blessés) restaient sur la banquise dans la tente rouge. Il a souvent été accusé d'inconscience, de recherche de la gloriole et de criminelle légèreté.
L'historien Alain Decaux, qui consacra une émission bien documentée au drame de l'Italia, a cependant mis en lumière une réalité plus nuancée.
Nobile n'était pas un ardent partisan du régime de Mussolini et de plus il détestait cordialement le Ministre de l'Air italien, le flamboyant Italo Balbo, qui le lui rendait bien et ne se faisait pas faute de dénigrer les dirigeables qu'il considérait comme une survivance du passé. Ceci explique que Nobile, pourtant encensé par la presse italienne pour les exploits du Norge (en coopération avec Amundsen) n'ait pas reçu tous les moyens nécessaires à son expédition. En particulier, le navire support qui lui avait été attribué, le Città Di Milano n'avait rien d'un navire océanographique spécialisé ou d'un brise-glace, c'était un vieux cargo, commandé par le capitaine Giuseppe Romagna-Manoja, un homme prudent jusqu'à la pleutrerie qui n'avait aucun goût pour l'exploration polaire et qui, mouillé à bonne distance de la limite des glaces, négligera la tâche essentielle de veille radio.
L'opérateur radio, Giuseppe Biagi, avait pourtant récupéré intact un émetteur - récepteur de secours grâce au dévouement du chef mécanicien Arduino (perdu avec l'épave) et émettait ponctuellement des SOS (entretenant accessoirement le moral des survivants avec les exploits de l'équipe italienne de football). Romagna ne se ravisa que lorsque le message lancé par Biagi (et en partie incompréhensible à cause des perturbations ionosphériques) fut capté par un radio-amateur russe Nikolaï Reïngoldovitch Chmidt (ru).
Lorsque Lundborg parvint à se poser près de la tente des rescapés, il indiqua avoir un ordre formel de ramener Nobile en premier (pour coordonner les recherches) alors que ce dernier insistait pour faire évacuer les plus mal en point des rescapés et avait même établi un ordre de priorité.
Lundborg espérait pouvoir évacuer tous les survivants en quelques rotations avec son petit avion biplace, mais s'écrasa lors de son retour en raison des conditions météo détestables. Pendant ce temps Nobile était entré en conflit avec Romagna, lui reprochant sa négligence dans la veille radio. Inévitablement Romagna ne manquera pas de mettre en cause Nobile, de retour en Italie. 
L'hydravion Latham 47.02, généreusement mis au service d'Amundsen par le gouvernement français n'était pas l'appareil le plus adapté à l'opération de sauvetage. Outre Roald Amundsen disparaîtront quatre officiers et marins de l'Aéronavale : le capitaine de corvette René Guilbaud, le lieutenant de vaisseau Albert Cavelier de Cuverville, le maître mécanicien Gilbert Brazy et le second-maître radiotélégraphiste Émile Valette, auxquels s'ajoute le lieutenant de vaisseau Leif Dietrichson, de la marine norvégienne,. Un flotteur de l'appareil sera retrouvé par un pêcheur. Il est aujourd'hui dans les collections du musée de l'hydraviation de Biscarrosse. Leurs noms sont inscrits sur le Monument aux héros du Latham 47 de Caudebec-en-Caux, en Normandie.

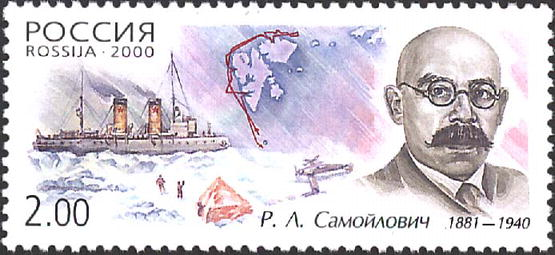
Le brise-glace Krassine et le professeur Roudolf Lazarevitch Samoïlovitch

Les Soviétiques, très impliqués dans l'exploration arctique, se montrèrent les plus opiniâtres et finalement les plus efficaces dans l'opération de sauvetage. Le brise-glace Krassine dont le capitaine était Karl Pavlovitch Eggi qui transportait une mission océanographique sous la direction du Professeur Roudolf Lazarevitch Samoïlovitch (ru) parvint à rejoindre les rescapés malgré une avarie majeure à un de ses deux arbres d'hélice. L'aviateur Boris Grigorievitch Tchoukhnovski (ru) qui pilotait l'avion de reconnaissance embarqué sur le Krassine, prit de gros risques pour retrouver et finalement sauver Filippo Zappi et Adalberto Mariano, le troisième, Finn Malmgren, étant mort d'épuisement le 20 juin 1928, qui étaient partis à pied sur la banquise pour aller chercher des secours, en l'absence de réponse aux SOS.
Chronologie des opérations de sauvetage :
- 25 mai : l'Italia s'écrase sur la glace. L'opérateur radio Biagi retrouve la radio, construit un mât d'antenne et commence à transmettre un SOS.
- 31 mai : les survivants ne peuvent pas établir de contact radio à cause du mauvais temps et de la négligence du navire Città di Milano, qui ne surveille plus les communications. Malmgren, Mariano et Zappi commencent à marcher vers le continent.
- 5 juin : un pilote norvégien fait le premier vol de recherche de l'Italia. Dans les jours suivants plusieurs pilotes de Norvège, de Suède, de Finlande et de Russie font des vols de recherche et de sauvetage.
- 6 juin : le radioécouteur russe Nikolaï Reïngoldovitch Chmidt (en russe : Николай Рейнгольдович Шмидт) entend le SOS des survivants de l'Italia sur la longueur d'onde des 600 mètres[6] et alerte les secours.
- 8 juin : contact radio entre les survivants et le Città di Milano. Les opérations de recherche continuent.
- 15/16 juin : Malmgren s'écroule sur la glace, souffrant d'hypothermie. Il demande aux autres de continuer sans lui. Son corps ne sera jamais retrouvé.

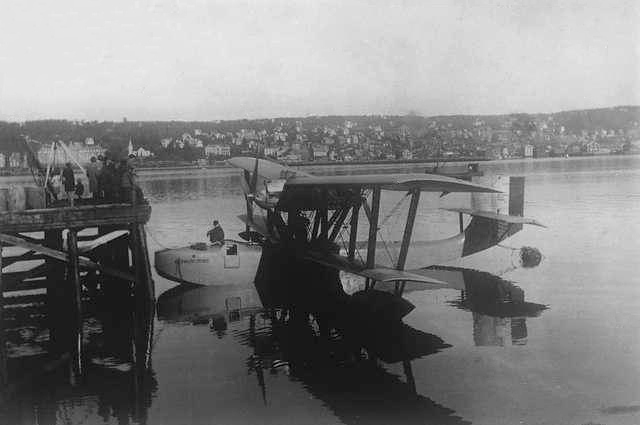
Roald Amundsen dans le Latham 47.02 avant de partir de Tromsø pour aller chercher Umberto Nobile

- 18 juin : Roald Amundsen disparaît pendant une opération de recherche et de Roald Amundsen dans le Latham 47.02 avant de partir de Tromsø pour aller chercher Umberto Nobile en direction du Svalbard. Le capitaine Gennaro Sora (it) des troupes alpines défie des ordres directs et part à la recherche des survivants en traîneau avec le danois Ludwig Nicolai Varming et le néerlandais Sjef van Dongen (nl).
- 20 juin : le pilote italien Umberto Maddalena trouve les survivants et leur jette des vivres, dont beaucoup se casseront ou seront inutilisables.
- 22 juin : les pilotes italiens et suédois arrivent avec plus de vivres, les livrant avec succès.
- 23 juin : le pilote suédois Einar Lundborg force Nobile à partir mais s'écrase avec son avion en retournant chercher d'autres survivants et est isolé avec eux. Les opérations de sauvetage sont suspendues faute d'avions suffisamment légers pour atterrir sur la glace.
- 12 juillet : le brise-glace russe Krassine sauve les survivants restants, ainsi que Mariano, Zappi et le pilote russe Tchoukhnovsky.
- 14 juillet : les sauveteurs Gennaro Sora et Sjef van Dongen sont évacués de l'île de Foynøya par des avions finlandais et suédois.

## Hommages

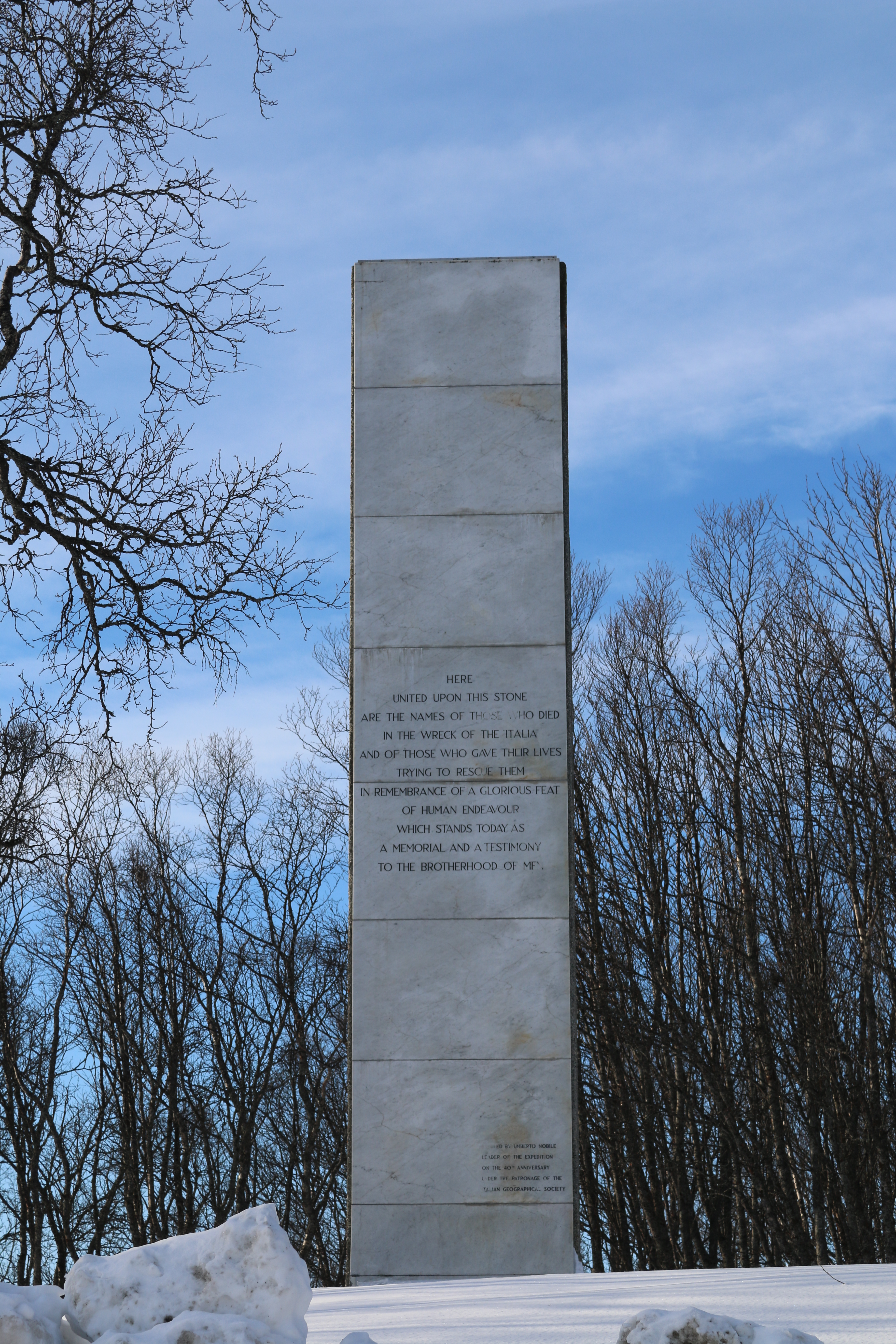
Monument érigé à Telegrafbukta près de Tromsø en hommage aux victimes de l'accident du dirigeable Italia et aux efforts des sauveteurs
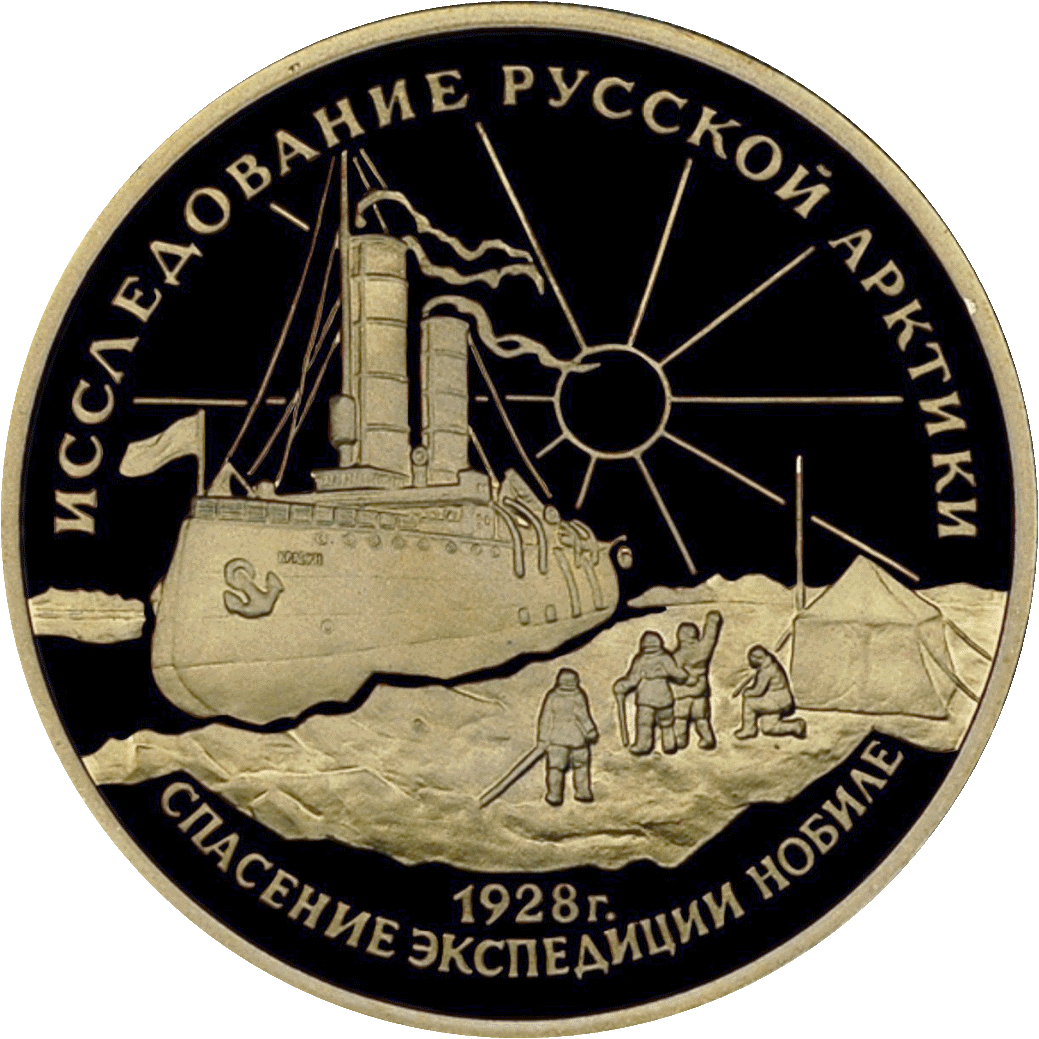
Revers de la médaille émise par la banque de Russie en hommage à l'exploration de l'Arctique russe par Umberto Nobile
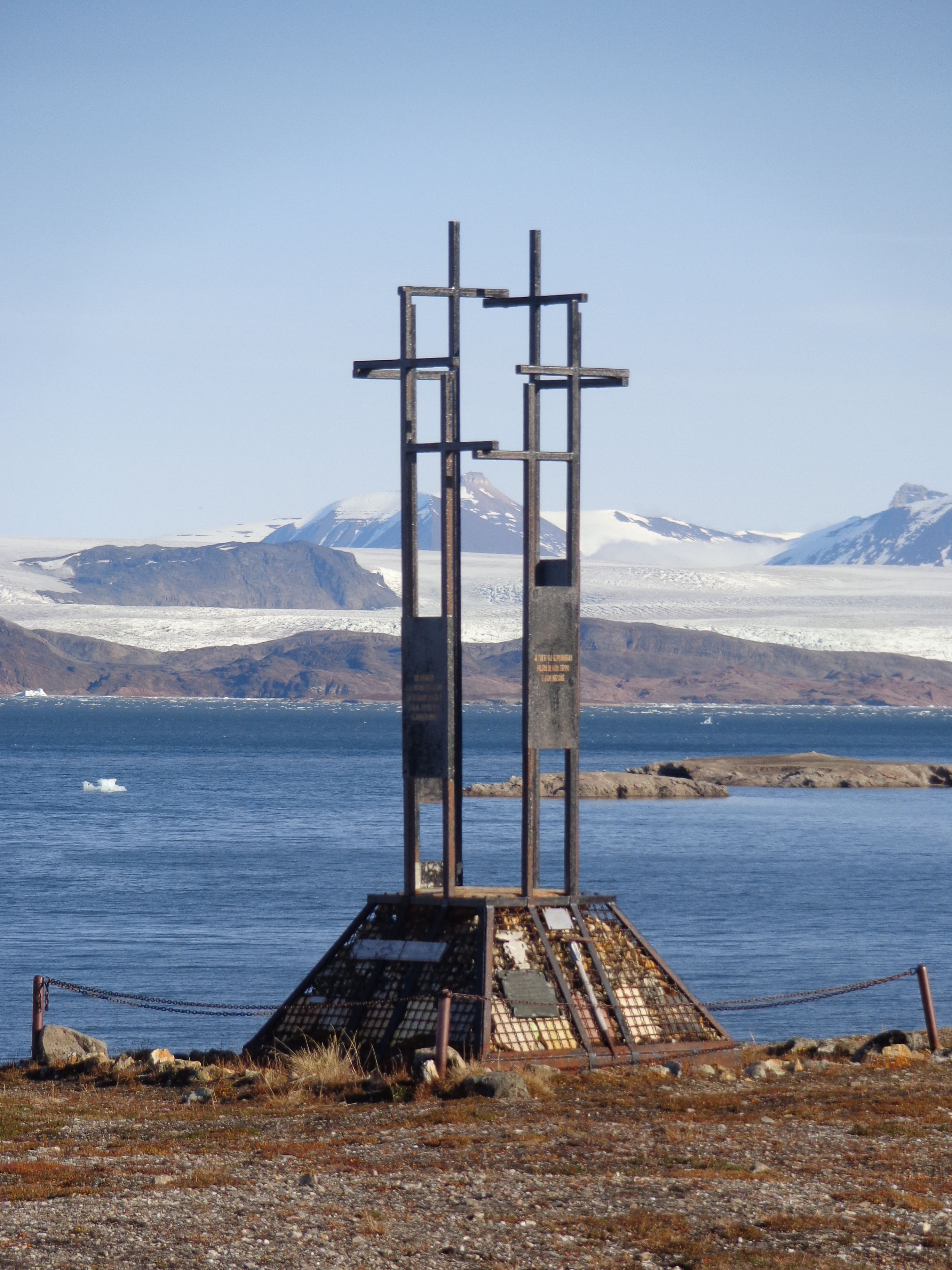
Monument dédié aux morts de l'expédition du dirigeable Italia en 1928 près de Ny-Ålesund

Traduction du texte écrit sur la médaille «Exploration de l'Arctique russe. 1928. Expédition de sauvetage Nobile»:

## Au Cinéma
Le drame de l'Italia inspire un film américain sorti en 1929, The Lost Zeppelin, et plus tardivement en 1969 est réalisée une superproduction Italo-soviétique intitulée La Tente rouge (Красная палатка ou Krasnaya Palatka en V.O.) qui, malgré une réalisation soignée et un succès critique, n'aura qu'une  carrière modeste dans les cinémas occidentaux.